# 忠臣蔵 刃傷篇 復讐篇
『忠臣蔵 刃傷篇 復讐篇』（ちゅうしんぐら にんじょうへん ふくしゅうへん）は、1934年（昭和9年）製作・公開、伊丹万作原作・脚本、伊藤大輔監督、伊丹万作・尾崎純応援監督による日本の長篇劇映画、剣戟映画である。

## 略歴・概要
本作は、当時日活と提携関係にあった片岡千恵蔵プロダクションの脚本家・映画監督であった伊丹万作のオリジナルシナリオを採用し、日活京都撮影所の監督・伊藤大輔とともに、伊丹が日活の尾崎純とともに「応援監督」として演出に関わった作品である。同撮影所の時代劇部・現代劇部のスター総出演による『忠臣蔵』である。本作はオールトーキー作品で、録音方式は「W.E式」（ウェスタン・エレクトリック）を採用した。「矢場の女 お吉」の役で夏川静江が出演しているが、本作を最後に日活を退社した。同年5月17日、東京・有楽町の日本劇場を中心に公開したが、田中純一郎の『日本映画発達史 II 無声からトーキーへ』によれば、同年同月20日に封切ったという説もある。全25巻、217分（3時間37分）にも及ぶ長尺の大作であった。
2013年（平成25年）1月現在、東京国立近代美術館フィルムセンターも、マツダ映画社も、本作の上映用プリントを所蔵しておらず、現存していないとみなされるフィルムである。本作の脚本については、1961年（昭和36年）11月15日に発行された『伊丹万作全集 第3巻』（筑摩書房）に収録されていない。

## スタッフ・作品データ
- 総指揮 : 中谷貞頼
- 監督 : 伊藤大輔
- 応援監督 : 伊丹万作、尾崎純
- 原作・脚色 : 伊丹万作
- 撮影 : 酒井宏、谷本精史
- 音楽 : 西梧郎

- 製作 : 日活京都撮影所
- 上映時間（巻数 / メートル） : 217分（25巻 / 約5,943メートル）
- フォーマット : 白黒映画 - スタンダードサイズ（1.37:1） - 24fps - モノラル録音（発声版トーキー・ウェスタン・エレクトリック）
- 公開日 :  日本 1934年5月17日
- 配給 :  日活
- 初回興行 : 有楽町・日本劇場

## キャスト
- 大河内傳次郎 - 大石内蔵助・毛利小平太（二役）

- 高勢実乗 - 土屋相模守
- 田中春男 - 伊達右京亮
- 中村吉次 - 吉良上野介
- 山本冬郷 - 用人左右田
- 鳥羽陽之助 - 片岡源五右衛門
- 阪東勝太郎 - 梶川与惣兵衛
- 磯川勝彦 - 切腹御上司
- 藤川三之祐 - 原惣右衛門
- 尾上桃華 - 倉橋伝助
- 浅香新八郎 - 堀部安兵衛
- 雲井龍之介 - 神崎与五郎
- 市川百々之助 - 前原伊助
- 杉山昌三九 - 赤垣源蔵
- 沢田清 - 萱野三平
- 三桝豊 - 偽大臣御堂八郎太
- 澤村國太郎 - 大高源吾
- 実川延一郎 - 小野寺十内
- 中村寿郎 - たあ坊
- 寺島貢 - 大石三平
- 芝田新 - 吉良の附人頭 横地大角
- 南條龍之助 - 吉良の附人頭 永見東伍
- 山口佐喜雄 - 寝ている侍
- 山本礼三郎 - 土屋主税
- 片岡左近 - 茶坊主対中
- 尾上助三郎 - 小姓頼母
- 高松文麿 - 間十次郎
- 清川荘司 - 近松勘六
- 尾上華丈 - 杉野十平太
- 小山田光 - 佐藤城右衛門
- 林幸次郎 - 堀瀬充十郎
- 春日陽二郎 - 吉良の仁勢丹尼

- 片岡千恵蔵 - 浅野内匠頭・岡野金右衛門（二役）

- 瀬川路三郎 - 大野九郎兵衛
- 林誠之助 - 槍持権助
- 香川良介 - 萱野七郎衛門
- 鳥居正 - 高田軍兵衛
- 鈴木伝明 - 不破数右衛門
- 高木永二 - 岡島八十右衛門
- 夏川大二郎 - 大石主税
- 滝口新太郎 - 矢頭右衛門七
- 横山運平 - 父長助
- 松本秀太郎 - 大野の用人 能々村伴内
- 中田弘二 - 武林唯七
- 葉山富之輔 - 間瀬久太夫
- 神戸光 - 町人四三松
- 星ひかる - 町人於兎
- 松下猛男 - 茶坊主宗作
- 若松文男 - 茶坊主妙斎
- 山本嘉一 - 堀部弥兵衛

- 山田五十鈴 - 内匠頭内室 瑤泉院
- 花井蘭子 - その侍女 楓
- 大倉千代子 - その侍女 葱
- 伊藤すゑ - 弥兵衛の妻
- 吉野朝子 - 浮橋太夫
- 夏川静江 - 矢場の女 お吉
- 市川春代 - 大工娘 お半
- 伊達里子 - 大石の妻 りく
- 山路ふみ子 - 吉良侍女 藤尾
- 五月潤子 - 矢場の女 お俊
- 水の江澄子 - 矢場の女 お澄
- 三好文江 - 矢場の女小娘 お文
- 大久保清子 - 茶屋仲居 お清
- 古谷スミ子 - 茶屋仲居 空